# Gőzsugár-szivattyú
A gőzsugár-szivattyúk, más néven lövettyűk vízgőzzel működtetett sugár-szivattyúk, melyek a gőzmozdonyok gőzfejlesztőinek (kazánjainak) tápszivattyúiként használatosak. Egyszerű felépítésük miatt, megfelelő mennyiségű gőz rendelkezésre állása mellett hajók tartalékszivattyújaként is felhasználhatók.

## Története
A gőzsugár-szivattyút a francia Henri Giffard találta fel 1858-ban.

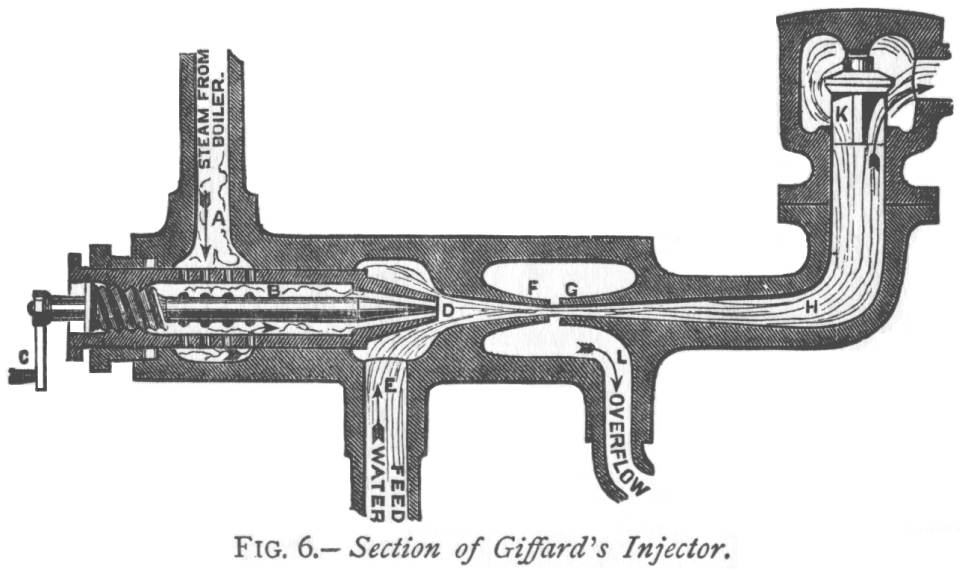
A- Gőz a kazánból, B- Tűszelep, C- Tűszelep szabályozó, D- Keverőtér, E- Tápvíz, F- Keverő kúp, G- Diffúzor, H- Szállító kamra és cső, K- Visszacsapó szelep

## Működési elvük

A kazánból vett nagynyomású gőzt csővezetéken át egy fúvókába vezetik, melyben a nyomása a légköri nyomás alá csökken, miközben sebesség megnő. A kilépő gőz a keverőtérben elegyedik az oda egy másik vezetéken érkező tápvízzel, ezáltal a víz hőmérséklete és mozgási energiája is megnő. Innen a keverék a keverő kúpba (konfúzorba) lép be, melyben a nyomás lecsökken, a sebesség pedig megnő. Ekkor a keverékben a gőz annyira lehűl, hogy lecsapódik. Innen a víz diffúzorba kerül, ahol a sebessége jelentősen lecsökken, míg a nyomása pedig annyira megnő, hogy nagyobbá válik, mint a kazánban uralkodó nyomás. Így a víz a kazánba áramlik.

## Felhasználás gőzmozdonyokban
A gőzsugár-szivattyúk, vagy lövettyűk két nagy csoportra oszthatók:
- nem szívó lövettyűk,
- szívó lövettyűk.

A nem szívó lövettyűket a víztartályok aljának szintje alatt helyezik el (rendszerint a mozdony vezetőállása alatt), így a víz a gravitáció segítségével áramlik hozzá. A szívó lövettyűk magasabban, általában a vezetőálláson, az állókazán hátfalán nyertek elhelyezést. A nem szívó lövettyűk egyszerűbb, megbízhatóbb szerkezetek, hátrányuk, hogy elhelyezésük miatt hideg időben könnyen elfagyhatnak, ezért ilyenkor (mivel a gőzmozdonyokra biztonsági okokból mindig legalább két lövettyűt szereltek) felváltva kellett működtetni a két szerkezetet. A szívó lövettyűk fagytól védettek voltak, azonban bonyolultabb, kényesebb szerkezetnek számítottak.
A működtető közeg szerint ezen kívül megkülönböztetünk:
- friss gőzzel működő lövettyűket,
- fáradt gőzzel működő lövettyűket.

Ez utóbbiak – tekintettel arra, hogy a gőzhengerekből kiömlő, munkavégzésre már nem fordítható gőzzel működnek – a mozdonyok gazdaságosságát növelték. Azonban ezek csak nyitott gőzszabályozó mellett működhettek. Ezért a gyakorlatban az alkalmazott fáradtgőz-lövettyűk bizonyos mennyiségű friss gőzt is kaptak (azaz valójában vegyes táplálásúak voltak), ezen kívül a fáradt-gőzlövettyű párjaként mindig frissgőz-lövettyűt szereltek fel.

### Magyarországi alkalmazásuk
A hazánkban közlekedett és idehaza gyártott mozdonyok, akárcsak a Osztrák–Magyar Monarchia valamennyi vasútja és jórészt az utódállamok vasútja is az osztrák Alex Friedmann által szabadalmaztatott és a Friedmann cég által gyártott gőzsugár-szivattyúkkal készültek. A hazai vasutak szinte kizárólag nem szívó lövettyűket használtak, mivel az Ausztriában kedveltebb szívó lövettyűkkel kedvezőtlen tapasztalatokat szereztek. A fáradtgőz-lövettyűk alkalmazására – Európa más vasútjaihoz hasonlóan – az 1920-as évek közepétől került sor.